# Erophylla sezekorni
Erophylla sezekorni is een zoogdier uit de familie van de bladneusvleermuizen van de Nieuwe Wereld (Phyllostomidae). De wetenschappelijke naam van de soort werd voor het eerst geldig gepubliceerd door Gundlach in 1860.

## Voorkomen
De soort komt voor in Cuba,  Jamaica, de Bahama's en de Kaaimaneilanden.